# Zdravko Hebel
Zdravko Hebel (* 21. Januar 1943 in Zagreb; † 12. August 2017 ebenda) war ein jugoslawischer Wasserballspieler. Er gewann eine Goldmedaille bei Olympischen Spielen.

## Karriere
Der 1,87 m große Zdravko Hebel bildete zusammen mit Karlo Stipanić das Torhüterduo bei Mladost Zagreb und wurde mit diesem Verein mehrfach jugoslawischer Meister.
1967 bei den Mittelmeerspielen 1967 in Tunis siegte die jugoslawische Mannschaft vor Italien und Spanien, wobei Hebel und Stipanić nun gemeinsam in der Nationalmannschaft antraten. 1968 bei den Olympischen Spielen in Mexiko-Stadt war Stipanić Stammtorhüter vor Hebel, beide wurden in allen neun Partien eingesetzt. Die Jugoslawen belegten in ihrer Vorrundengruppe den zweiten Platz hinter den Italienern. Nach einem 8:6-Halbfinalsieg über die Ungarn siegten die Jugoslawen im Finale mit 13:11 gegen die Mannschaft aus der Sowjetunion. Insgesamt wirkte Hebel in 68 Länderspielen mit.
Zdravko Hebel schloss 1966 sein Elektrotechnikstudium mit Diplom ab und promovierte 1982. Von 1991 bis 2000 war Zdravko Hebel Präsident des Sportbunds von Zagreb und Vizepräsident des Kroatischen Olympischen Komitees. Außerdem war er Vorsitzender der Vereinigung kroatischer Wasserballschiedsrichter und des kroatischen Wasserballbundes. Von 2000 bis 2002 war er Präsident des Kroatischen Olympischen Komitees.